# Liefdewerk
Liefdewerk is een term die in de 19e en 20e eeuw vooral in katholieke kringen in Nederland werd gebezigd om een 'daad van naastenliefde' of een 'vorm van liefdadigheid' aan te duiden. Het werk dat kerken en sommige kloosterorden verrichtten werd destijds vaak met 'liefdewerk' aangeduid: zorgen voor bejaarden, zieken, gehandicapten, weeskinderen, soldaten die van het front terugkwamen en het financieel ondersteunen van zwakkeren in de (kerk)gemeenschap. Voorbeelden van religieuze orden die dit deden zijn de Broeders Penitenten, de Arme Zusters van het Goddelijk Kind en de Redemptoristen (St. Clemens Hofbauer Liefdewerk: melaatsenzorg in het missiegebied). Geleidelijk aan kreeg 'liefdewerk' hierdoor ook de betekenis 'liefdadigheidsinstelling'.

## Liefdewerk 'Oud Papier'
In Amsterdam werd op 25 maart 1874 de katholieke vereniging "Liefdewerk 'Oud Papier'" opgericht, die bij wijze van werkverschaffing, oud papier ophaalde. De baten van de verkoop ervan werden gebruikt om een aantal katholieke instellingen financieel te ondersteunen. Het hoofdbestuur, Hoofd-comité genaamd, was gevestigd in Amsterdam. Er waren afdelingen of sub-comités werkzaam in zo'n 45 plaatsen in Nederland.
"Liefdewerk 'Oud Papier'" werd zó bekend dat het de basis werd voor de uitdrukking 'liefdewerk oud papier', wat duidt op het leveren van een onbetaalde dienst. In 1969 werd de vereniging opgeheven.

## 'Liefdewerk' in literaire titels
- Karel Eykman, Liefdewerk oud papier, 1981, ISBN 9001315704
- Lévi Weemoedt, Liefdewerk oud papier, 1987, ISBN 9025465978